# Русский (Приморский край)
Русский — посёлок  (с 1959 до 2004 гг. — посёлок городского типа) в Приморском крае России. Подчинён администрации города  Владивостока, входит во Владивостокский городской округ.

## География

«Посёлки в посёлке» Русский на острове Русский

Посёлок Подножье на берегу бухты Новик

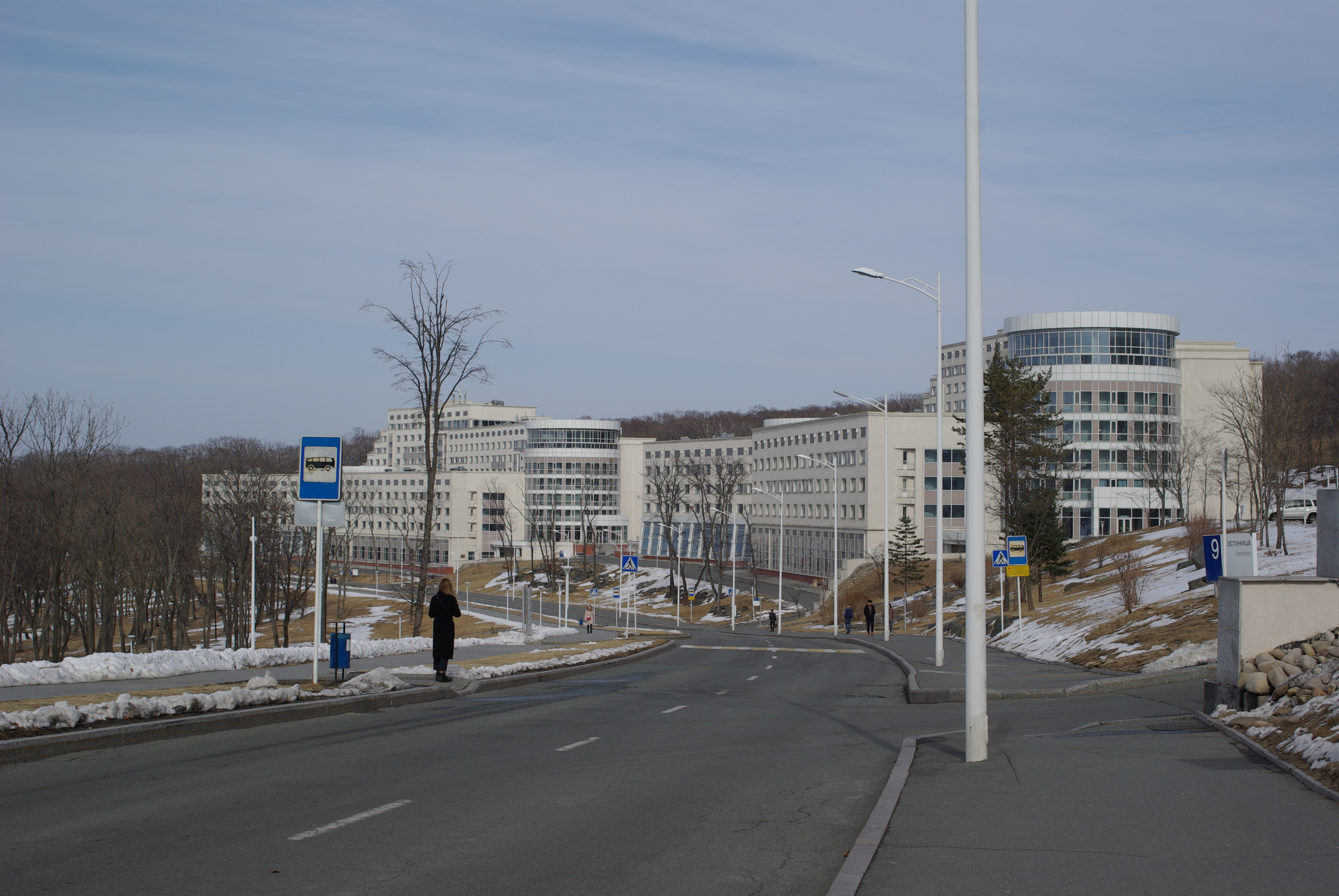
Вид на кампус ДВФУ

Посёлок Русский расположен на одноимённом острове, в 15 км к югу от железнодорожной станции Владивосток.
Посёлок и остров связывает с центром города Владивосток через пролив Босфор Восточный вантовый Русский мост.

## Посёлки в посёлке
Посёлок Русский включает в свою черту разрозненные застроенные микрорайоны («посёлки в посёлке»), находящиеся как в основной юго-западной и центральной части острова, так и в северо-восточной части — полуострове Сапёрный — откуда и ведёт в город Русский мост и где находится Дальневосточный федеральный университет (посёлок Аякс в черте посёлка Русский).
Часть жилых массивов расположена в отдалении друг от друга. Основная автомобильная трасса, ведущая от моста (от посёлка Поспелово) через посёлок Аякс и весь Сапёрный полуостров — Университетский проспект. На полуостров Житкова к океанариуму в посёлок Житково от него отходит улица Академика Касьянова. В южной части острова от Университетского проспекта вдоль южного прибрежья до бухты Воевода (в посёлке Воевода) ведёт улица Кронштадтская, а в северо-западном направлении — улица Экипажная (в посёлке Экипажный), которая через посёлки Церковная Падь и Шигино переходит в посёлке Подножье в улицу Школьная с улицей Аэродромной.  В западной части острова в бухте Рында находится одноимённый посёлок Рында. В северной части острова на побережье канала напротив острова Елены находится посёлок Канал с улицей Гродекова, тянущейся на восток до Университетского проспекта и посёлка Аякс с кампусом ДВФУ.
Список посёлков (микрорайонов) посёлка (о́строва) Русский
- Поспелов
- Житково
- Аякс
- Минка
- Мелководный
- Парис
- ЖСК Остров
- Канал
- Церковная Падь
- Шигино
- Подножье
- Рында
- Экипажный
- Лесное
- Воевода

Чтобы отличать посёлки (микрорайоны) от самого посёлка Русский в целом, почтовые и юридические адреса здесь обозначаются по острову, например адресом ДВФУ является: 690922, г. Владивосток, о. Русский, п. Аякс, 10.

## Население
| 1926  | 1959  | 1970  | 1979    | 1989  | 2002  |
| ----- | ----- | ----- | ------- | ----- | ----- |
| 1802  | ↗6093 | ↘5449 | ↗5775   | ↗6020 | ↘5204 |
| 2007  | 2010  | 2016  | 2021    |       |       |
| ↗5350 | ↘4703 | ↗5000 | ↗10 424 |       |       |

| №         | Населённое место  | Население (чел.) |
| --------- | ----------------- | ---------------- |
| 1         | Ахлестышева, мыс  | 13               |
| 2         | Аякс, бухта       | 133              |
| 3         | Бабкина, бухта    | 53               |
| 4         | Балка, мыс        | 9                |
| 5         | Безымянный, мыс   | 1                |
| 6         | Боярин, бухта     | 68               |
| 7         | Воевода, бухта    | 233              |
| 8         | Житкова, бухта    | 13               |
| 9         | Иванцова, мыс     | 16               |
| 10        | Канал             | 50               |
| 11        | Карантин          | 2                |
| 12        | Кондратенко, п-ов | 3                |
| 13        | Круглая, бухта    | 16               |
| 14        | Парис, бухта      | 21               |
| 15        | Поножье           | 271              |
| 16        | Полк 3            | 219              |
| 17        | Полк 33           | 202              |
| 18        | Полк 35           | 138              |
| 19        | Половцева, мыс    | 15               |
| 20        | Поспелово         | 62               |
| 21        | Рында, бухта      | 217              |
| 22        | Тобизин, мыс      | 8                |
| 23        | Труда, бухта      | 25               |
| 24        | Форт 11           | 12               |
| 25        | Форт 12           | 2                |
| 25.000001 | итого             | 1802             |

## История
Указом Президиума Верховного Совета РСФСР от 16 декабря 1954 года на острове был образован Русский сельский Совет, который подчинялся Владивостокскому городскому Совету.
Согласно решениям Приморского крайисполкома от 8 апреля 1959 года, Владивостокского горисполкома от 10 октября 1958 года, новообразованный населённый пункт острова Русский стал посёлком городского типа (рабочим посёлком) под наименованием Русский. Тогда же Русский сельсовет преобразован в поселковый Совет, который был передан в подчинение Ленинскому, а в соответствии с решением Приморского крайисполкома от 13 января 1965 года — Фрунзенскому райсовету города Владивостока.
В 2004 году пгт был преобразован в сельский населённый пункт (посёлок) и стал входить в новообразованный Владивостокский городской округ.
Посёлок территориально относился к Фрунзенскому району Владивостока. Решением Думы города Владивостока от 16 декабря 2021 года переподчинён новообразованному административно-территориальному управлению островных территорий  администрации города Владивостока.

## Достопримечательности
- Свято-Серафимовский монастырь (посёлок Подножье)
- Неопалимовская часовня (часовня в честь иконы Божией Матери Неопалимая Купина в посёлке Поспелово)
- Музей «Пороховой погреб №13» (посёлок Экипажный)
- Форты и бастионы
  - Новосильцевская батарея (к востоку от посёлка Поспелово, на мысе Новосильского)
  - Ворошиловская батарея
  - и другие

## Инфраструктура
- Дальневосточный федеральный университет (посёлок Аякс)
- Приморский океанариум (посёлок Житково)
- Средняя общеобразовательная школа № 5 (посёлок Канал)
- Владивостокская больница № 6 (посёлок Экипажный)